# Evropský komisař pro soudržnost a reformy
Komisař pro soudržnost a reformy je portfoliem v rámci Evropské komise. Od prosince 2024 je komisařem Ital Raffaele Fitto.
Portfolio odpovídá za řízení regionální politiky Evropské unie, tedy i za Evropský fond pro regionální rozvoj, do kterého EU vkládá třetinu svého rozpočtu.

## Současná komisařka
Komisařku Elisu Ferreiraovou schválil Evropský parlament v roce 2019.

## Seznam komisařů
| Poř. | Jméno | Jméno                     | Země               | Období    | Komise                               |
| ---- | ----- | ------------------------- | ------------------ | --------- | ------------------------------------ |
| 1    |       | Hans von der Groeben      | Německo            | 1967–1970 | Reyova komise                        |
| 2    |       | Albert Borschette         | Lucembursko        | 1970–1973 | Malfattiho komise Mansholtova komise |
| 3    |       | George Thomson            | Spojené království | 1973–1977 | Ortoliho komise                      |
| 4    |       | Antonio Giolitti          | Itálie             | 1977–1985 | Jenkinsova komise Thornova komise    |
| 5    |       | Grigoris Varfis           | Řecko              | 1985–1989 | Delorsova komise I                   |
| 6    |       | Bruce Millan              | Spojené království | 1989–1994 | Delorsova komise II a III            |
| 7    |       | Monika Wulfová-Mathiesová | Německo            | 1994–1999 | Santerova komise                     |
| 8    |       | Michel Barnier            | Francie            | 1999–2004 | Prodiho komise                       |
| 9    |       | Jacques Barrot            | Francie            | 2004      | Prodiho komise                       |
| 10   |       | Péter Balázs              | Maďarsko           | 2004      | Prodiho komise                       |
| 11   |       | Danuta Hübnerová          | Polsko             | 2004–2009 | Barrosova komise I                   |
| 12   |       | Paweł Samecki             | Polsko             | 2009–2010 | Barrosova komise I                   |
| 13   |       | Johannes Hahn             | Rakousko           | 2010–2014 | Barrosova komise II                  |
| 14   |       | Corina Crețuová           | Rumunsko           | 2014–2019 | Junckerova komise                    |
| 15   |       | Elisa Ferreirová          | Portugalsko        | 2019–2024 | První komise von der Leyenové        |
| 15   |       | Raffaele Fitto            | Itálie             | od 2024   | Druhá komise von der Leyenové        |